# アルピーヌ・A310
アルピーヌ・A310 (Alpine A310) は、フランスのアルピーヌが、親会社のルノー製自動車のエンジンなどを流用して開発し、1971年から1984年まで生産したスポーツカーである。
ラリーカーとして傑出した成績を収めたA110の後継車として開発されたが、実際にはより豪華で快適なグランツーリスモの性格が強く、A110も根強い人気のため1977年まで並行生産された。当初の搭載エンジンは直列4気筒であったが、途中でV型6気筒（PRVエンジン）に変更し、同じくリアエンジンのポルシェ・911をターゲットとするようになった。

## 歴史
鋼管バックボーンフレーム、リアエンジン方式、FRP製車体など、基本的な構成はA110を踏襲している。一方でエクステリアは大幅に変更され、補助灯などを含む6つの角型ライトを並べ、左右を通したプレキシグラスで覆ったシトロエン・SMにも通ずる前衛的なフロントフェイスが特徴である。
デビュー当初のグレードは「1600VE」の1種類で、初期の78台にはルノー・12ゴルディーニと同じ半球型燃焼室を用いたクロスフロー・シリンダーヘッドの水冷直列4気筒1,605ccの807-20型OHVガソリンエンジンにウェーバーツインキャブレターを組み合わせ127馬力(DIN) / 6,000rpmを発生するエンジンを搭載、その後のモデルには844-30型を搭載する。1973年にはルノー・17TSゴルディーニと同じインジェクション付きの844-34型で127馬力の「1600VF」、1975年には廉価版としてルノー・16TXと同じ1,647ccの843型にシングルキャブレターを組み合わせ95馬力を発生する「VG」が追加された。
4気筒のA310は同じエンジンのA110と比較すると装備が豪華で居住性に優れる分車体が重く、A110ほどの運動性能は期待できず、アンダーパワーという評価が付いて回った。
| A310 4気筒モデル 生産台数 |
| ------------------------- |
| 1971年 : 301台            |
| 1972年 : 402台            |
| 1973年 : 658台            |
| 1974年 : 344台            |
| 1975年 : 306台            |
| 1976年 : 329台            |
| 合計 : 2,340台            |

### V6モデル

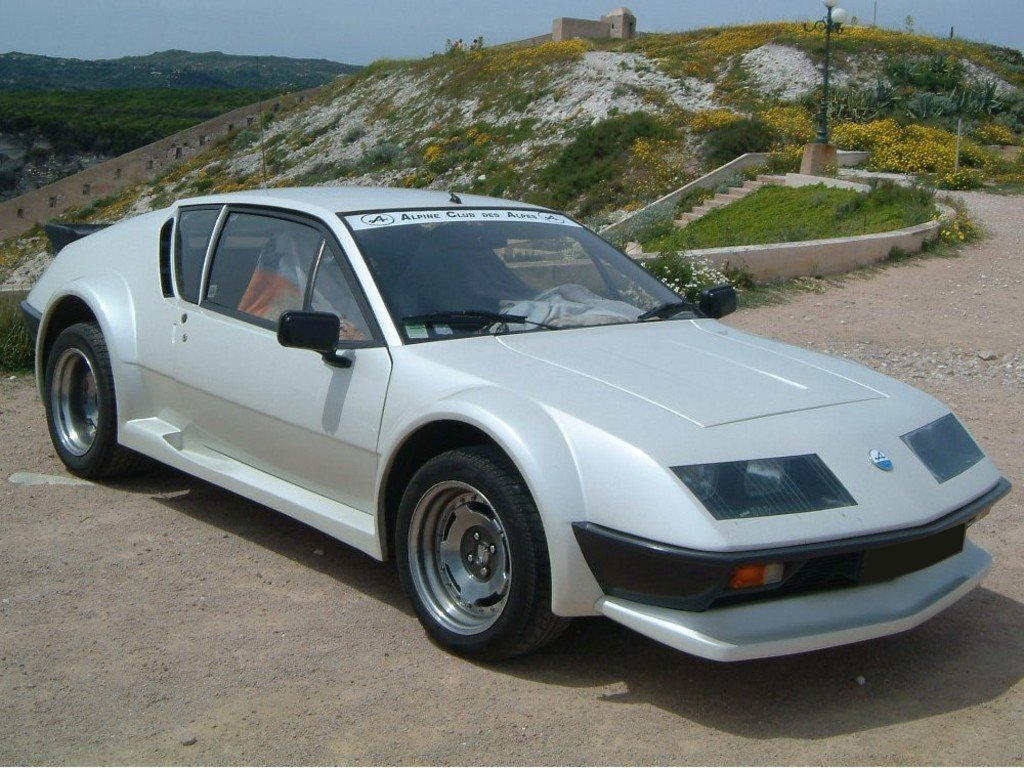
A310 V6 GT

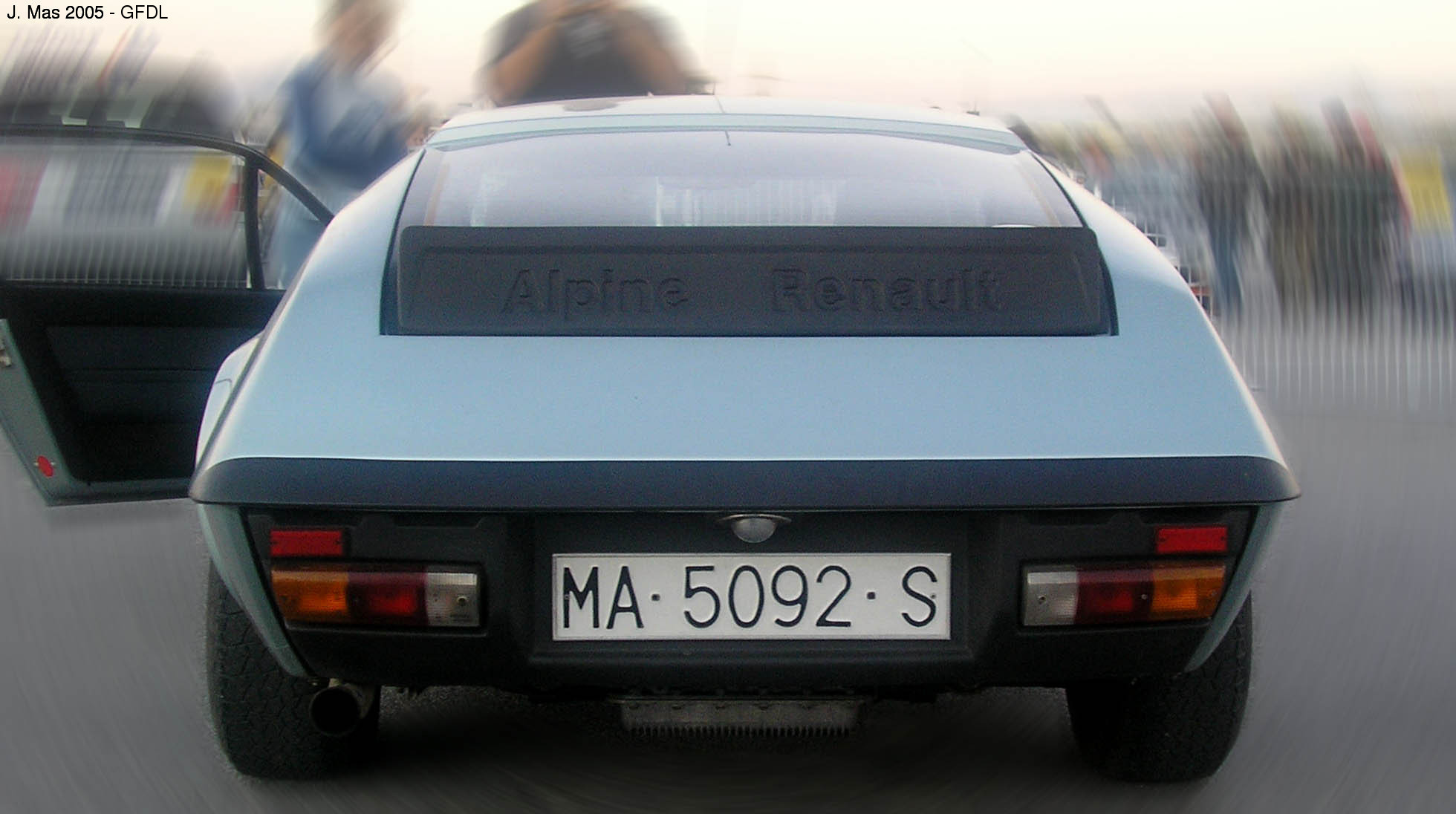
シリーズ2 リア

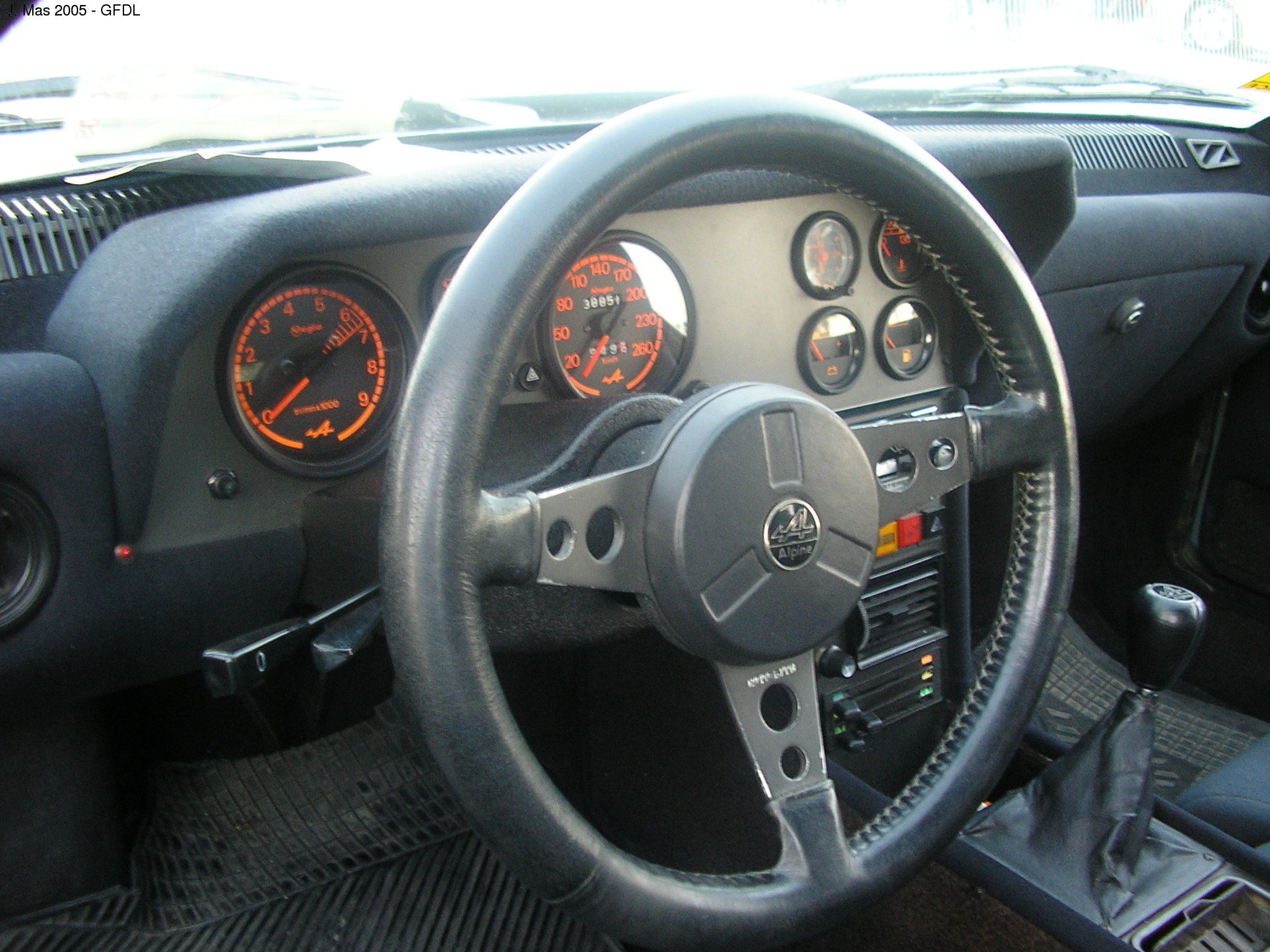
シリーズ2 インパネ

元シトロエンのチーフデザイナーとしてGSやCXを生み出し、シトロエンがプジョー傘下に入った後にルノーに移籍していたロベール・オプロンがフロントエンドを中心にデザインを変更したボディに、ルノー・ボルボ・プジョーの共同開発によるPRV 水冷90°V型6気筒2,664cc（150馬力(DIN)/6,000rpm）を搭載した「V6」が1976年に登場した。最高速度は220km/hに達し、ライバルのポルシェ・911にも引けを取らぬ動力性能と、高い直進性による独自の操縦性、独特のPRVエンジンのサウンドで存在感を示した。
V6は1981年にバンパー等が変更されてシリーズ2となり、翌1982年には、オーバーフェンダー、ワイドタイヤ、エアロパーツが装備された「GT」「GTブローニュ」が追加された。「GTブローニュ」のエンジンは2,842cc193馬力に強化された。
V6の方がはるかに生産台数が多いことからも、V6になってようやく本来の面目を発揮できたことが窺える。後継となるGTA（V6 ターボ）にもその基本構成とスタイリングは踏襲され、その後もスープアップと改良によりアップデートを図り、最終作となるA610まで受け継がれた。
このV6モデルは日本にも当時のルノー日本総代理店であるキャピタル企業、後に日英自動車によって輸入された。
| A310 V6モデル 生産台数 |
| ---------------------- |
| 1976年 : 140台         |
| 1977年 : 1,220台       |
| 1978年 : 1,216台       |
| 1979年 : 1,381台       |
| 1980年 : 1,138台       |
| 1981年 : 1,284台       |
| 1982年 : 1,095台       |
| 1983年 : 1,139台       |
| 1984年 : 663台         |
| 合計 : 9,276台         |